# Liste des identifiants territoriaux des plaques d'immatriculation allemandes
Cette page est une annexe de l'article « Plaque d'immatriculation allemande ».

Carte des identifiants territoriaux des plaques d'immatriculation allemandes. En bleu, les anciens identifiants qui peuvent à nouveau être utilisés, en rouge ceux qui ne le peuvent pas.

Cet article présente une liste alphabétique des identifiants territoriaux figurant sur les plaques d'immatriculation allemandes (die Unterscheidungszeichen) et qui correspondent aux arrondissements et aux villes-arrondissements.
Depuis le 1er novembre 2012, un arrondissement peut avoir plusieurs identifiants territoriaux différents, et les automobilistes peuvent choisir celui qu'ils préfèrent voir apposer sur leur véhicule. La plupart d'entre eux sont d'anciens identifiants qui ont été réattribués. De ce fait, leur nombre a augmenté significativement.
Numéros d'identification
Pour certaines villes et arrondissements, le numéro d'identification de la plaque d'immatriculation est limité à certaines possibilités qui sont mentionnées dans les tableaux ci-dessous, après le nom de la ville ou de l'arrondissement concerné.
Exemple pour Augsbourg : pour les plaques de la ville, les numéros d'identification ont 2 lettres (de AA à ZZ, sauf PS) et 3 ou 4 chiffres allant respectivement de 100 à 999 et de 5000 à 9999. Les autres formats sont attribuables à l'arrondissement d'Augsbourg. Ainsi, l'on pourra déterminer qu'une plaque A-KL 832 sera celle d'un habitant de la ville de Augsbourg et A-ET 6845 celle d'un habitant de l'arrondissement d'Augsbourg.
- Haut – A
- B
- C
- D
- E
- F
- G
- H
- I
- J
- K
- L
- M
- N
- O
- P
- Q
- R
- S
- T
- U
- V
- W
- X
- Y
- Z
- 0-9

## A
| Identifiant | Ville / Arrondissement                                                                                   | dérivé de                                       | Land                               |
| ----------- | --- | ----------------------------------------------- | ---------------------------------- |
| A           | Ville d'Augsbourg (AA 100 à ZZ 999, sauf PS et AA 5000 à ZZ 9999) et arrondissement d'Augsbourg (autres) | Augsburg                                        | Bavière                            |
| AA          | Arrondissement d'Ostalb                                                                                  | Aalen                                           | Bade-Wurtemberg                    |
| AB          | Arrondissement d'Aschaffenbourg (AA 100 à ZZ 9999) et ville d'Aschaffenbourg (autres)                    | Aschaffenburg                                   | Bavière                            |
| ABG         | Arrondissement du Pays-d'Altenbourg                                                                      | Altenburg                                       | Thuringe                           |
| ABI         | Arrondissement d'Anhalt-Bitterfeld                                                                       | Anhalt-Bitterfeld                               | Saxe-Anhalt                        |
| AC          | Région urbaine d'Aix-la-Chapelle                                                                         | Aachen                                          | Rhénanie-du-Nord-Westphalie        |
| AE          | Arrondissement du Vogtland                                                                               | Auerbach/Vogtl.                                 | Saxe                               |
| AH          | Arrondissement de Borken                                                                                 | Ahaus                                           | Rhénanie-du-Nord-Westphalie        |
| AIB         | Arrondissements de Munich (Q 1 à 9999) et de Rosenheim (autres)                                          | Bad Aibling                                     | Bavière                            |
| AIC         | Arrondissement d'Aichach-Friedberg                                                                       | Aichach                                         | Bavière                            |
| AK          | Arrondissement d'Altenkirchen (Westerwald)                                                               | Altenkirchen                                    | Rhénanie-Palatinat                 |
| ALF         | Arrondissement de Hildesheim                                                                             | Alfeld                                          | Basse-Saxe                         |
| ALZ         | Arrondissement d'Aschaffenbourg                                                                          | Alzenau                                         | Bavière                            |
| AM          | Ville d' Amberg                                                                                          | Amberg                                          | Bavière                            |
| AN          | Arrondissement d'Ansbach (AA 100 à ZZ 999) et ville de Ansbach (autres)                                  | Ansbach                                         | Bavière                            |
| ANA         | Arrondissement des Monts-Métallifères                                                                    | Annaberg-Buchholz                               | Saxe                               |
| ANG         | Arrondissement d'Uckermark                                                                               | Angermünde                                      | Brandebourg                        |
| ANK         | Arrondissement de Poméranie-Occidentale-Greifswald                                                       | Anklam                                          | Mecklembourg-Poméranie-Occidentale |
| AÖ          | Arrondissement d'Altötting                                                                               | Altötting                                       | Bavière                            |
| AP          | Arrondissement du Pays-de-Weimar                                                                         | Apolda                                          | Thuringe                           |
| APD         | Arrondissement du Pays-de-Weimar                                                                         | Apolda                                          | Thuringe                           |
| ARN         | Arrondissement d'Ilm                                                                                     | Arnstadt                                        | Thuringe                           |
| ART         | Arrondissement de Kyffhäuser                                                                             | Artern                                          | Thuringe                           |
| AS          | Arrondissement d'Amberg-Sulzbach                                                                         | Amberg-Sulzbach                                 | Bavière                            |
| ASL         | Arrondissement du Salzland                                                                               | Aschersleben                                    | Saxe-Anhalt                        |
| ASZ         | Arrondissement des Monts-Métallifères                                                                    | anciennement Arrondissement d'Aue-Schwarzenberg | Saxe                               |
| AT          | Arrondissement du Plateau des lacs mecklembourgeois                                                      | Altentreptow                                    | Mecklembourg-Poméranie-Occidentale |
| AU          | Arrondissement des Monts-Métallifères                                                                    | Aue                                             | Saxe                               |
| AUR         | Arrondissement d'Aurich                                                                                  | Aurich                                          | Basse-Saxe                         |
| AW          | Arrondissement d'Ahrweiler                                                                               | Ahrweiler                                       | Rhénanie-Palatinat                 |
| AZ          | Arrondissement d'Alzey-Worms                                                                             | Alzey                                           | Rhénanie-Palatinat                 |
| AZE         | Arrondissement d'Anhalt-Bitterfeld                                                                       | anciennement Arrondissement de Anhalt-Zerbst    | Saxe-Anhalt                        |

## B
| Identifiant | Ville / Arrondissement | dérivé de                                                    | Land                               |
| ----------- | --- | ------------------------------------------------------------ | ---------------------------------- |
| B           | Ville de Berlin | Berlin                                                       | Berlin                             |
| BA          | Ville de Bamberg et arrondissement de Bamberg                                                                                                   | Bamberg                                                      | Bavière                            |
| BAD         | Ville de Baden-Baden | Baden-Baden                                                  | Bade-Wurtemberg                    |
| BAR         | Arrondissement de Barnim | Barnim                                                       | Brandebourg                        |
| BB          | Arrondissement de Böblingen | Böblingen                                                    | Bade-Wurtemberg                    |
| BBG         | Arrondissement du Salzland | Bernbourg                                                    | Saxe-Anhalt                        |
| BBL         | Gouvernement, Parlement et Police du Land de Brandebourg                                                                                        | Brandenburgische Landesregierung, Landtag und Polizei        | Brandebourg                        |
| BC          | Arrondissement de Biberach | Biberach an der Riß                                          | Bade-Wurtemberg                    |
| BCH         | Arrondissement de Neckar-Odenwald | Buchen                                                       | Bade-Wurtemberg                    |
| BD          | Véhicules des organes constitutionnels : Bundestag, Bundesrat, etc.                                                                             | Bund                                                         | national                           |
| BE          | Arrondissement de Warendorf | Beckum                                                       | Rhénanie-du-Nord-Westphalie        |
| BED         | Arrondissement de Saxe centrale | Brand-Erbisdorf                                              | Saxe                               |
| BER         | Arrondissement de Barnim | Bernau bei Berlin                                            | Brandebourg                        |
| BF          | Arrondissement de Steinfurt | Steinfurt (ancienne ville de Burgsteinfurt)                  | Rhénanie-du-Nord-Westphalie        |
| BGL         | Arrondissement du Pays-de-Berchtesgaden | Landkreis Berchtesgadener Land                               | Bavière                            |
| BH          | Arrondissements de l'Ortenau (F 7000-7999, N 8000-8999, O 2000-2999, OF 1-6999, OG 9000-9999, OK 3000-3999 et OP 1-4999) et de Rastatt (autres) | Bühl                                                         | Bade-Wurtemberg                    |
| BI          | Ville de Bielefeld | Bielefeld                                                    | Rhénanie-du-Nord-Westphalie        |
| BID         | Arrondissement de Marbourg-Biedenkopf | Biedenkopf                                                   | Hesse                              |
| BIN         | Arrondissement de Mayence-Bingen | Bingen am Rhein                                              | Rhénanie-Palatinat                 |
| BIR         | Arrondissement de Birkenfeld (ville de Idar-Oberstein : AA 100 à EZ 999 ; autres : A 1 à Z 999 et AA 1 à ZZ 99)                                 | Birkenfeld                                                   | Rhénanie-Palatinat                 |
| BIT         | Arrondissement d'Eifel-Bitburg-Prüm | Bitburg                                                      | Rhénanie-Palatinat                 |
| BIW         | Arrondissement de Bautzen | Bischofswerda                                                | Saxe                               |
| BK          | Arrondissement de la Börde (A 1 à Z 9999 et AA 1 à ZZ 99)                                                                                       | Bördekreis                                                   | Saxe-Anhalt                        |
| BK          | Arrondissement de Rems-Murr (AA 100 à ZZ 9999)                                                                                                  | Backnang                                                     | Bade-Wurtemberg                    |
| BKS         | Arrondissement de Bernkastel-Wittlich | Bernkastel-Kues                                              | Rhénanie-Palatinat                 |
| BL          | Arrondissement de Zollernalb | Balingen                                                     | Bade-Wurtemberg                    |
| BLB         | Arrondissement de Siegen-Wittgenstein | Bad Berleburg                                                | Rhénanie-du-Nord-Westphalie        |
| BLK         | Arrondissement du Burgenland | Burgenlandkreis                                              | Saxe-Anhalt                        |
| BM          | Arrondissement de Rhin-Erft | Bergheim                                                     | Rhénanie-du-Nord-Westphalie        |
| BN          | Ville de Bonn | Bonn                                                         | Rhénanie-du-Nord-Westphalie        |
| BNA         | Arrondissement de Leipzig | Borna                                                        | Saxe                               |
| BO          | Ville de Bochum | Bochum                                                       | Rhénanie-du-Nord-Westphalie        |
| BÖ          | Arrondissement de la Börde | Magdeburger Börde                                            | Saxe-Anhalt                        |
| BOH         | Arrondissement de Borken | Bocholt                                                      | Rhénanie-du-Nord-Westphalie        |
| BOR         | Arrondissement de Borken | Borken                                                       | Rhénanie-du-Nord-Westphalie        |
| BOT         | Ville de Bottrop | Bottrop                                                      | Rhénanie-du-Nord-Westphalie        |
| BP          | Police fédérale | Bundespolizei                                                | national                           |
| BRA         | Arrondissement de Wesermarsch | Brake                                                        | Basse-Saxe                         |
| BRB         | Ville de Brandebourg-sur-la-Havel | Brandenburg an der Havel                                     | Brandebourg                        |
| BRG         | Arrondissement du Pays-de-Jerichow | Burg bei Magdeburg                                           | Saxe-Anhalt                        |
| BRK         | Arrondissement de Bad Kissingen | Bad Brückenau                                                | Bavière                            |
| BRL         | Arrondissement de Goslar | Braunlage                                                    | Basse-Saxe                         |
| BRV         | Arrondissement de Rotenburg (Wümme) | Bremervörde                                                  | Basse-Saxe                         |
| BS          | Ville de Brunswick (ville) | Braunschweig                                                 | Basse-Saxe                         |
| BT          | Ville de Bayreuth et arrondissement de Bayreuth                                                                                                 | Bayreuth                                                     | Bavière                            |
| BTF         | Arrondissement d'Anhalt-Bitterfeld | Bitterfeld                                                   | Saxe-Anhalt                        |
| BÜD         | Arrondissement de Wetterau | Büdingen                                                     | Hesse                              |
| BUL         | Arrondissements d'Amberg-Sulzbach (B, F, G 1 à 999) et de Schwandorf (autres)                                                                   | Burglengenfeld                                               | Bavière                            |
| BÜR         | Arrondissement de Paderborn | Büren                                                        | Rhénanie-du-Nord-Westphalie        |
| BÜS         | Ville de Büsingen | Büsingen                                                     | Bade-Wurtemberg                    |
| BÜZ         | Arrondissement de Rostock | Bützow                                                       | Mecklembourg-Poméranie-Occidentale |
| BW          | Administration fédérale de l'Eau et de la Navigation                                                                                            | Bundes-Wasser-und Schifffahrtsverwaltung                     | national                           |
| BWL         | Gouvernement, Parlement et Police du Land du Bade-Wurtemberg                                                                                    | Baden-Württembergischer Landesregierung, Landtag und Polizei | Bade-Wurtemberg                    |
| BYL         | Gouvernement et Parlement du Land de Bavière | Bayerischer Landesregierung und Landtag                      | Bavière                            |
| BZ          | Arrondissement de Bautzen | Bautzen                                                      | Saxe                               |

## C
| Identifiant | Ville / Arrondissement                                                    | dérivé de            | Land                        |
| ----------- | ------------------------------------------------------------------------- | -------------------- | --------------------------- |
| C           | Ville de Chemnitz                                                         | Chemnitz             | Saxe                        |
| CA          | Arrondissement de Haute-Forêt-de-Spree-Lusace                             | Calau                | Brandebourg                 |
| CAS         | Arrondissement de Recklinghausen                                          | Castrop-Rauxel       | Rhénanie-du-Nord-Westphalie |
| CB          | Ville de Cottbus                                                          | Cottbus              | Brandebourg                 |
| CE          | Arrondissement de Celle                                                   | Celle                | Basse-Saxe                  |
| CHA         | Arrondissement de Cham                                                    | Cham                 | Bavière                     |
| CLP         | Arrondissement de Cloppenburg                                             | Cloppenburg          | Basse-Saxe                  |
| CLZ         | Arrondissement de Goslar                                                  | Clausthal-Zellerfeld | Basse-Saxe                  |
| CO          | Arrondissement de Cobourg (AA 100 à ZZ 9999) et ville de Cobourg (autres) | Coburg               | Bavière                     |
| COC         | Arrondissement de Cochem-Zell                                             | Cochem               | Rhénanie-Palatinat          |
| COE         | Arrondissement de Coesfeld                                                | Coesfeld             | Rhénanie-du-Nord-Westphalie |
| CR          | Arrondissement de Schwäbisch Hall                                         | Crailsheim           | Bade-Wurtemberg             |
| CUX         | Arrondissement de Cuxhaven                                                | Cuxhaven             | Basse-Saxe                  |
| CW          | Arrondissement de Calw                                                    | Calw                 | Bade-Wurtemberg             |

## D
| Identifiant | Ville / Arrondissement                                                               | dérivé de                      | Land                               |
| ----------- | ------------------------------------------------------------------------------------ | ------------------------------ | ---------------------------------- |
| D           | Ville de Düsseldorf                                                                  | Düsseldorf                     | Rhénanie-du-Nord-Westphalie        |
| DA          | Ville de Darmstadt (AA 100 à ZZ 999) et arrondissement de Darmstadt-Dieburg (autres) | Darmstadt                      | Hesse                              |
| DAH         | Arrondissement de Dachau                                                             | Dachau                         | Bavière                            |
| DAN         | Arrondissement de Lüchow-Dannenberg                                                  | Lüchow-Dannenberg              | Basse-Saxe                         |
| DAU         | Arrondissement de Vulkaneifel                                                        | Daun                           | Rhénanie-Palatinat                 |
| DBR         | Arrondissement de Bad Doberan                                                        | Bad Doberan                    | Mecklembourg-Poméranie-Occidentale |
| DD          | Ville de Dresde                                                                      | Dresden                        | Saxe                               |
| DE          | Ville de Dessau-Roßlau                                                               | Dessau-Roßlau                  | Saxe-Anhalt                        |
| DEG         | Arrondissement de Deggendorf                                                         | Deggendorf                     | Bavière                            |
| DEL         | Ville de Delmenhorst                                                                 | Delmenhorst                    | Basse-Saxe                         |
| DGF         | Arrondissement de Dingolfing-Landau                                                  | Dingolfing                     | Bavière                            |
| DH          | Arrondissement de Diepholz                                                           | Diepholz                       | Basse-Saxe                         |
| DI          | Arrondissement de Darmstadt-Dieburg                                                  | Dieburg                        | Hesse                              |
| DIL         | Arrondissement de Lahn-Dill                                                          | Dillenburg                     | Hesse                              |
| DIN         | Arrondissement de Wesel                                                              | Dinslaken                      | Rhénanie-du-Nord-Westphalie        |
| DIZ         | Arrondissement de Rhin-Lahn                                                          | Diez                           | Rhénanie-Palatinat                 |
| DKB         | Arrondissement d'Ansbach                                                             | Dinkelsbühl                    | Bavière                            |
| DL          | Arrondissement de Saxe centrale                                                      | Döbeln                         | Saxe                               |
| DLG         | Arrondissement de Dillingen                                                          | Dillingen                      | Bavière                            |
| DM          | Arrondissement du Plateau des lacs mecklembourgeois                                  | Demmin                         | Mecklembourg-Poméranie-Occidentale |
| DN          | Arrondissement de Düren                                                              | Düren                          | Rhénanie-du-Nord-Westphalie        |
| DO          | Ville de Dortmund                                                                    | Dortmund                       | Rhénanie-du-Nord-Westphalie        |
| DON         | Arrondissement de Danube-Ries                                                        | Donauwörth                     | Bavière                            |
| DU          | Ville de Duisbourg                                                                   | Duisburg                       | Rhénanie-du-Nord-Westphalie        |
| DUD         | Arrondissement de Göttingen                                                          | Duderstadt                     | Basse-Saxe                         |
| DÜW         | Arrondissement de Bad Dürkheim                                                       | Bad Dürkheim an der Weinstraße | Rhénanie-Palatinat                 |
| DW          | Arrondissement de Suisse-Saxonne-Monts-Métallifères-de-l'Est                         | Dippoldiswalde                 | Saxe                               |
| DZ          | Arrondissement de Saxe-du-Nord                                                       | Delitzsch                      | Saxe                               |

## E
| Identifiant | Ville / Arrondissement | dérivé de                       | Land                        |
| ----------- | --- | ------------------------------- | --------------------------- |
| E           | Ville d'Essen | Essen                           | Rhénanie-du-Nord-Westphalie |
| EA          | Ville d' Eisenach | Eisenach                        | Thuringe                    |
| EB          | Arrondissement de Saxe-du-Nord | Eilenburg                       | Saxe                        |
| EBE         | Arrondissement d'Ebersberg | Ebersberg                       | Bavière                     |
| EBN         | Arrondissement de Hassberge | Ebern                           | Bavière                     |
| EBS         | Arrondissements Kulmbach (A 1 à M 999), de Bayreuth (N 1 à Z 999) et de Forchheim (autres)                                                                                           | Ebermannstadt                   | Bavière                     |
| ECK         | Arrondissement de Rendsburg-Eckernförde | Eckernförde                     | Schleswig-Holstein          |
| ED          | Arrondissement d'Erding | Erding                          | Bavière                     |
| EE          | Arrondissement d'Elbe-Elster | Elbe-Elster                     | Brandebourg                 |
| EF          | Ville d' Erfurt | Erfurt                          | Thuringe                    |
| EG          | Arrondissement de Rottal-Inn | Eggenfelden                     | Bavière                     |
| EI          | Arrondissement d'Eichstätt | Eichstätt                       | Bavière                     |
| EIC         | Arrondissement d'Eichsfeld | Eichsfeld                       | Thuringe                    |
| EIL         | Arrondissement de Mansfeld-Harz-du-Sud | Eisleben                        | Saxe-Anhalt                 |
| EIN         | Arrondissement de Northeim | Einbeck                         | Basse-Saxe                  |
| EIS         | Arrondissement de Saale-Holzland | Eisenberg                       | Thuringe                    |
| EL          | Arrondissement du Pays de l'Ems | Emsland                         | Basse-Saxe                  |
| EM          | Arrondissement d'Emmendingen | Emmendingen                     | Bade-Wurtemberg             |
| EMD         | Ville d' Emden | Emden                           | Basse-Saxe                  |
| EMS         | Arrondissement de Rhin-Lahn | Bad Ems                         | Rhénanie-Palatinat          |
| EN          | Arrondissement d'Ennepe-Ruhr | Ennepe-Ruhr                     | Rhénanie-du-Nord-Westphalie |
| ER          | Ville d' Erlangen | Erlangen                        | Bavière                     |
| ERB         | Arrondissement de l'Odenwald | Erbach                          | Hesse                       |
| ERH         | Arrondissement d'Erlangen-Höchstadt | Erlangen-Höchstadt an der Aisch | Bavière                     |
| ERK         | Arrondissement de Heinsberg | Erkelenz                        | Rhénanie-du-Nord-Westphalie |
| ERZ         | Arrondissement des Monts-Métallifères | Erzgebirge                      | Saxe                        |
| ES          | Arrondissement d'Esslingen | Esslingen                       | Bade-Wurtemberg             |
| ESB         | Arrondissements d'Amberg-Sulzbach (B, F, G, I, O, Q 1 à 999), de Bayreuth (AT, BT, CT… , YT, ZT 1 à 99), du Pays-de-Nuremberg (N 1 à N 9999) et de Neustadt an der Waldnaab (autres) | Eschenbach in der Oberpfalz     | Bavière                     |
| ESW         | Arrondissement de Werra-Meißner | Eschwege                        | Hesse                       |
| EU          | Arrondissement d'Euskirchen | Euskirchen                      | Rhénanie-du-Nord-Westphalie |
| EW          | Arrondissement de Barnim | Eberswalde                      | Brandebourg                 |

## F
| Identifiant | Ville / Arrondissement | dérivé de             | Land               |
| ----------- | --- | --------------------- | ------------------ |
| F           | Ville de Francfort-sur-le-Main                                                                                               | Frankfurt am Main     | Hesse              |
| FB          | Arrondissement de Wetterau                                                                                                   | Friedberg             | Hesse              |
| FD          | Arrondissement de Fulda | Fulda                 | Hesse              |
| FDB         | Arrondissement d'Aichach-Friedberg                                                                                           | Friedberg             | Bavière            |
| FDS         | Arrondissement de Freudenstadt                                                                                               | Freudenstadt          | Bade-Wurtemberg    |
| FEU         | Arrondissement d'Ansbach | Feuchtwangen          | Bavière            |
| FF          | Ville de Francfort-sur-l'Oder                                                                                                | Frankfurt an der Oder | Brandebourg        |
| FFB         | Arrondissement de Fürstenfeldbruck                                                                                           | Fürstenfeldbruck      | Bavière            |
| FG          | Arrondissement de Saxe centrale                                                                                              | Freiberg              | Saxe               |
| FI          | Arrondissement d'Elbe-Elster                                                                                                 | Finsterwalde          | Brandebourg        |
| FKB         | Arrondissement de Waldeck-Frankenberg                                                                                        | Frankenberg           | Hesse              |
| FL          | Ville de Flensbourg | Flensburg             | Schleswig-Holstein |
| FLÖ         | Arrondissement de Saxe centrale                                                                                              | Flöha                 | Saxe               |
| FN          | Arrondissement du Lac de Constance                                                                                           | Friedrichshafen       | Bade-Wurtemberg    |
| FO          | Arrondissement de Forchheim                                                                                                  | Forchheim             | Bavière            |
| FOR         | Arrondissement de Spree-Neisse                                                                                               | Forst                 | Brandebourg        |
| FR          | Ville de Fribourg-en-Brisgau (AA 100 à ZZ 9999 et NA 1000 à ZZ 9999) et arrondissement de Brisgau-Haute-Forêt-Noire (autres) | Freiburg im Breisgau  | Bade-Wurtemberg    |
| FRG         | Arrondissement de Freyung-Grafenau                                                                                           | Freyung-Grafenau      | Bavière            |
| FRI         | Arrondissement de Frise | Friesland             | Basse-Saxe         |
| FRW         | Arrondissement de Märkisch-Pays de l'Oder                                                                                    | Bad Freienwalde       | Brandebourg        |
| FS          | Arrondissement de Freising (ville de Moosburg an der Isar : I 1 à I 9999 et H, M, P, R 1000 à 9999)                          | Freising              | Bavière            |
| FT          | Ville de Frankenthal | Frankenthal           | Rhénanie-Palatinat |
| FTL         | Arrondissement de Suisse-Saxonne-Monts-Métallifères-de-l'Est                                                                 | Freital               | Saxe               |
| FÜ          | Ville de Fürth (AA 100 à ZZ 999) et arrondissement de Fürth (autres)                                                         | Fürth                 | Bavière            |
| FÜS         | Arrondissement d'Ostallgäu                                                                                                   | Füssen                | Bavière            |
| FZ          | Arrondissement de Schwalm-Eder                                                                                               | Fritzlar              | Hesse              |

## G
| Identifiant | Ville / Arrondissement                                                                | dérivé de               | Land                               |
| ----------- | ------------------------------------------------------------------------------------- | ----------------------- | ---------------------------------- |
| G           | Ville de Gera                                                                         | Gera                    | Thuringe                           |
| GA          | Arrondissement d'Altmark-Salzwedel                                                    | Gardelegen              | Saxe-Anhalt                        |
| GAN         | Arrondissement de Northeim                                                            | Bad Gandersheim         | Basse-Saxe                         |
| GAP         | Arrondissement de Garmisch-Partenkirchen                                              | Garmisch-Partenkirchen  | Bavière                            |
| GC          | Arrondissement de Zwickau                                                             | Glauchau                | Saxe                               |
| GD          | Arrondissement d'Ostalb                                                               | Schwäbisch Gmünd        | Bade-Wurtemberg                    |
| GDB         | Arrondissement du Mecklembourg-du-Nord-Ouest                                          | Gadebusch               | Mecklembourg-Poméranie-Occidentale |
| GE          | Ville de Gelsenkirchen                                                                | Gelsenkirchen           | Rhénanie-du-Nord-Westphalie        |
| GEL         | Arrondissement de Clèves                                                              | Geldern                 | Rhénanie-du-Nord-Westphalie        |
| GEO         | Arrondissements de Hassberge (A 1000 à B 9999) et de Schweinfurt (autres)             | Gerolzhofen             | Bavière                            |
| GER         | Arrondissement de Germersheim                                                         | Germersheim             | Rhénanie-Palatinat                 |
| GF          | Arrondissement de Gifhorn                                                             | Gifhorn                 | Basse-Saxe                         |
| GG          | Arrondissement de Groß-Gerau                                                          | Groß-Gerau              | Hesse                              |
| GHA         | Arrondissement de Leipzig                                                             | Geithain                | Saxe                               |
| GHC         | Arrondissement de Wittemberg                                                          | Gräfenhainichen         | Saxe-Anhalt                        |
| GI          | Arrondissement de Gießen                                                              | Giessen                 | Hesse                              |
| GK          | Arrondissement de Heinsberg                                                           | Geilenkirchen           | Rhénanie-du-Nord-Westphalie        |
| GL          | Arrondissement de Rhin-Berg                                                           | Bergisch Gladbach       | Rhénanie-du-Nord-Westphalie        |
| GLA         | Arrondissement de Recklinghausen                                                      | Gladbeck                | Rhénanie-du-Nord-Westphalie        |
| GM          | Arrondissement du Haut-Berg                                                           | Gummersbach             | Rhénanie-du-Nord-Westphalie        |
| GMN         | Arrondissement de Poméranie-Occidentale-Rügen                                         | Grimmen                 | Mecklembourg-Poméranie-Occidentale |
| GN          | Arrondissement de Main-Kinzig                                                         | Gelnhausen              | Hesse                              |
| GNT         | Arrondissement du Pays-de-Jerichow                                                    | Genthin                 | Saxe-Anhalt                        |
| GÖ          | arrondissement de Göttingen (AA 100 à ZZ 999, sauf PD) et ville de Göttingen (autres) | Göttingen               | Basse-Saxe                         |
| GOA         | Arrondissement de Rhin-Hunsrück                                                       | Sankt Goar              | Rhénanie-Palatinat                 |
| GOH         | Arrondissement de Rhin-Lahn                                                           | Saint-Goarshausen       | Rhénanie-Palatinat                 |
| GP          | Arrondissement de Göppingen                                                           | Göppingen               | Bade-Wurtemberg                    |
| GR          | Arrondissement de Görlitz                                                             | Görlitz                 | Saxe                               |
| GRA         | Arrondissement de Freyung-Grafenau                                                    | Grafenau                | Bavière                            |
| GRH         | Arrondissement de Meissen                                                             | Großenhain              | Saxe                               |
| GRI         | Arrondissement de Rottal-Inn (B, I, O, Q 100 à 999)                                   | Bad Griesbach im Rottal | Bavière                            |
| GRM         | Arrondissement de Leipzig                                                             | Grimma                  | Saxe                               |
| GRZ         | Arrondissement de Greiz                                                               | Greiz                   | Thuringe                           |
| GS          | Arrondissement de Goslar                                                              | Goslar                  | Basse-Saxe                         |
| GT          | Arrondissement de Gütersloh                                                           | Gütersloh               | Rhénanie-du-Nord-Westphalie        |
| GTH         | Arrondissement de Gotha                                                               | Gotha                   | Thuringe                           |
| GÜ          | Arrondissement de Rostock                                                             | Güstrow                 | Mecklembourg-Poméranie-Occidentale |
| GUB         | Arrondissement de Spree-Neisse                                                        | Guben                   | Brandebourg                        |
| GUN         | Arrondissement de Weißenburg-Gunzenhausen                                             | Gunzenhausen            | Bavière                            |
| GV          | Arrondissement de Rhin Neuss                                                          | Grevenbroich            | Rhénanie-du-Nord-Westphalie        |
| GVM         | Arrondissement du Mecklembourg-du-Nord-Ouest                                          | Grevesmühlen            | Mecklembourg-Poméranie-Occidentale |
| GW          | Arrondissement de Poméranie-Occidentale-Greifswald                                    | Greifswald              | Mecklembourg-Poméranie-Occidentale |
| GZ          | Arrondissement de Guntzbourg                                                          | Günzburg                | Bavière                            |

## H
| Identifiant | Ville / Arrondissement                                                                                   | dérivé de                              | Land                               |
| ----------- | --- | -------------------------------------- | ---------------------------------- |
| H           | Ville de Hanovre (AA 100 à ZZ 999, BA 1000 à BZ 9999 et FA 1000 à GZ 9999) et région de Hanovre (autres) | Hanovre                                | Basse-Saxe                         |
| HA          | Ville de Hagen                                                                                           | Hagen                                  | Rhénanie-du-Nord-Westphalie        |
| HAB         | Arrondissement de Bad Kissingen                                                                          | Hammelburg                             | Bavière                            |
| HAL         | Ville de Halle                                                                                           | Halle                                  | Saxe-Anhalt                        |
| HAM         | Ville de Hamm                                                                                            | Hamm                                   | Rhénanie-du-Nord-Westphalie        |
| HAS         | Arrondissement de Hassberge                                                                              | Hassberge                              | Bavière                            |
| HB          | Villes de Bremerhaven (A 1000 à Z 9999) et Brême (autres)                                                | Hansestadt Bremen                      | Brême                              |
| HBN         | Arrondissement de Hildburghausen                                                                         | Hildburghausen                         | Thuringe                           |
| HBS         | Arrondissement de Harz                                                                                   | Halberstadt                            | Saxe-Anhalt                        |
| HC          | Arrondissement de Saxe centrale                                                                          | Hainichen                              | Saxe                               |
| HCH         | Arrondissement de Zollernalb                                                                             | Hechingen                              | Bade-Wurtemberg                    |
| HD          | Arrondissement de Rhin-Neckar (AA 100 à ZZ 9999) et ville de Heidelberg (autres)                         | Heidelberg                             | Bade-Wurtemberg                    |
| HDH         | Arrondissement de Heidenheim                                                                             | Heidenheim an der Brenz                | Bade-Wurtemberg                    |
| HDL         | Arrondissement de la Börde                                                                               | Haldensleben                           | Saxe-Anhalt                        |
| HE          | Arrondissement de Helmstedt                                                                              | Helmstedt                              | Basse-Saxe                         |
| HEB         | Arrondissement du Pays-de-Nuremberg                                                                      | Hersbruck                              | Bavière                            |
| HEF         | Arrondissement de Hersfeld-Rotenburg                                                                     | Bad Hersfeld                           | Hesse                              |
| HEI         | Arrondissement de Dithmarse                                                                              | Heide                                  | Schleswig-Holstein                 |
| HEL         | Gouvernement et Parlement du Land de Hesse                                                               | Hessischer Landesregierung und Landtag | Hesse                              |
| HER         | Ville de Herne                                                                                           | Herne                                  | Rhénanie-du-Nord-Westphalie        |
| HET         | Arrondissement de Mansfeld-Harz-du-Sud                                                                   | Hettstedt                              | Saxe-Anhalt                        |
| HF          | Arrondissement de Herford                                                                                | Herford                                | Rhénanie-du-Nord-Westphalie        |
| HG          | Arrondissement du Haut-Taunus                                                                            | Bad Homburg vor der Höhe               | Hesse                              |
| HGN         | Arrondissement de Ludwigslust-Parchim                                                                    | Hagenow                                | Mecklembourg-Poméranie-Occidentale |
| HGW         | Ville de Greifswald                                                                                      | Hansestadt Greifswald                  | Mecklembourg-Poméranie-Occidentale |
| HH          | Ville de Hambourg                                                                                        | Hansestadt Hamburg                     | Hambourg                           |
| HHM         | Arrondissement du Burgenland                                                                             | Hohenmölsen                            | Saxe-Anhalt                        |
| HI          | Arrondissement de Hildesheim                                                                             | Hildesheim                             | Basse-Saxe                         |
| HIG         | Arrondissement d'Eichsfeld                                                                               | Heilbad Heiligenstadt                  | Thuringe                           |
| HIP         | Arrondissement de Roth                                                                                   | Hilpoltstein                           | Bavière                            |
| HK          | Arrondissement de la Lande                                                                               | Heidekreis                             | Basse-Saxe                         |
| HL          | Ville de Lübeck                                                                                          | Hansestadt Lübeck                      | Schleswig-Holstein                 |
| HM          | Arrondissement de Hamelin-Pyrmont                                                                        | Hamelin                                | Basse-Saxe                         |
| HMÜ         | Arrondissement de Göttingen                                                                              | Hann. Münden                           | Basse-Saxe                         |
| HN          | Arrondissement de Heilbronn (AA 100 à ZZ 999 et AA 1000 à MZ 9999) et Ville de Heilbronn (autres)        | Heilbronn                              | Bade-Wurtemberg                    |
| HO          | Arrondissement de Hof (AA 100 à ZZ 9999) et ville de Hof (autres)                                        | Hof                                    | Bavière                            |
| HOG         | Arrondissement de Cassel                                                                                 | Hofgeismar                             | Hesse                              |
| HOH         | Arrondissement de Hassberge                                                                              | Hofheim in Unterfranken                | Bavière                            |
| HOL         | Arrondissement de Holzminden                                                                             | Holzminden                             | Basse-Saxe                         |
| HOM         | Arrondissement de Sarre-Palatinat                                                                        | Homburg                                | Sarre                              |
| HOR         | Arrondissement de Freudenstadt                                                                           | Horb am Neckar                         | Bade-Wurtemberg                    |
| HÖS         | Arrondissement d'Erlangen-Höchstadt                                                                      | Höchstadt an der Aisch                 | Bavière                            |
| HOT         | Arrondissement de Zwickau                                                                                | Hohenstein-Ernstthal                   | Saxe                               |
| HP          | Arrondissement de la Bergstraße                                                                          | Heppenheim                             | Hesse                              |
| HR          | Arrondissement de Schwalm-Eder                                                                           | Homberg (Efze)                         | Hesse                              |
| HRO         | Ville de Rostock                                                                                         | Hansestadt Rostock                     | Mecklembourg-Poméranie-Occidentale |
| HS          | Arrondissement de Heinsberg                                                                              | Heinsberg                              | Rhénanie-du-Nord-Westphalie        |
| HSK         | Arrondissement du Haut-Sauerland                                                                         | Hochsauerlandkreis                     | Rhénanie-du-Nord-Westphalie        |
| HST         | Ville de Stralsund                                                                                       | Hansestadt Stralsund                   | Mecklembourg-Poméranie-Occidentale |
| HU          | Ville de Hanau                                                                                           | Hanau                                  | Hesse                              |
| HV          | Arrondissement de Stendal                                                                                | Havelberg                              | Saxe-Anhalt                        |
| HVL         | Arrondissement du Pays de la Havel                                                                       | Landkreis Havelland                    | Brandebourg                        |
| HWI         | Ville de Wismar                                                                                          | Hansestadt Wismar                      | Mecklembourg-Poméranie-Occidentale |
| HX          | Arrondissement de Höxter                                                                                 | Höxter                                 | Rhénanie-du-Nord-Westphalie        |
| HY          | Arrondissement de Bautzen                                                                                | Hoyerswerda                            | Saxe                               |
| HZ          | Arrondissement de Harz                                                                                   | Harz                                   | Saxe-Anhalt                        |

## I
| Identifiant | Ville / Arrondissement      | dérivé de   | Land               |
| ----------- | --------------------------- | ----------- | ------------------ |
| IGB         | Ville de Saint-Ingbert      | St. Ingbert | Sarre              |
| IK          | Arrondissement d'Ilm        | Ilm-Kreis   | Thuringe           |
| IL          | Arrondissement d'Ilm        | Ilmenau     | Thuringe           |
| ILL         | Arrondissement de Neu-Ulm   | Illertissen | Bavière            |
| IN          | Ville d' Ingolstadt         | Ingolstadt  | Bavière            |
| IZ          | Arrondissement de Steinburg | Itzehoe     | Schleswig-Holstein |

## J
| Identifiant | Ville / Arrondissement             | dérivé de                 | Land                        |
| ----------- | ---------------------------------- | ------------------------- | --------------------------- |
| J           | Ville d' Iena                      | Jena                      | Thuringe                    |
| JE          | Arrondissement de Wittemberg       | Jessen                    | Saxe-Anhalt                 |
| JL          | Arrondissement du Pays-de-Jerichow | Landkreis Jerichower Land | Saxe-Anhalt                 |
| JÜL         | Arrondissement de Düren            | Jülich                    | Rhénanie-du-Nord-Westphalie |

## K
| Identifiant | Ville / Arrondissement                                                                            | dérivé de                   | Land                        |
| ----------- | ------------------------------------------------------------------------------------------------- | --------------------------- | --------------------------- |
| K           | Ville de Cologne                                                                                  | Köln                        | Rhénanie-du-Nord-Westphalie |
| KA          | Ville de Karlsruhe (AA 100 à ZZ 999 et NA 1000 à ZZ 9999) et arrondissement de Karlsruhe (autres) | Karlsruhe                   | Bade-Wurtemberg             |
| KB          | Arrondissement de Waldeck-Frankenberg                                                             | Korbach                     | Hesse                       |
| KC          | Arrondissement de Kronach                                                                         | Kronach                     | Bavière                     |
| KE          | Ville de Kempten                                                                                  | Kempten                     | Bavière                     |
| KEH         | Arrondissement de Kelheim                                                                         | Kelheim                     | Bavière                     |
| KEL         | Arrondissement de l'Ortenau                                                                       | Kehl                        | Bade-Wurtemberg             |
| KEM         | Arrondissements de Bayreuth (AT, BT… , YT, ZT 1 à 99) et de Tirschenreuth (autres)                | Kemnath                     | Bavière                     |
| KF          | Ville de Kaufbeuren                                                                               | Kaufbeuren                  | Bavière                     |
| KG          | Arrondissement de Bad Kissingen                                                                   | Bad Kissingen               | Bavière                     |
| KH          | Ville de Bad Kreuznach (A 1 à Z 9999) et arrondissement de Bad Kreuznach (AA 1 à ZZ 999)          | Bad Kreuznach               | Rhénanie-Palatinat          |
| KI          | Ville de Kiel                                                                                     | Kiel                        | Schleswig-Holstein          |
| KIB         | Arrondissement du Mont-Tonnerre                                                                   | Kirchheimbolanden           | Rhénanie-Palatinat          |
| KK          | Arrondissement de Viersen                                                                         | Kempen-Krefeld              | Rhénanie-du-Nord-Westphalie |
| KL          | Arrondissement de Kaiserslautern (AA 100 à ZZ 999) et ville de Kaiserslautern (autres)            | Kaiserslautern              | Rhénanie-Palatinat          |
| KLE         | Arrondissement de Clèves                                                                          | Kleve                       | Rhénanie-du-Nord-Westphalie |
| KLZ         | Arrondissement d'Altmark-Salzwedel                                                                | Klötze                      | Saxe-Anhalt                 |
| KM          | Arrondissement de Bautzen                                                                         | Kamenz                      | Saxe                        |
| KN          | Arrondissement de Constance                                                                       | Konstanz                    | Bade-Wurtemberg             |
| KO          | Ville de Coblence                                                                                 | Koblenz                     | Rhénanie-Palatinat          |
| KÖN         | Arrondissement de Rhön-Grabfeld                                                                   | Bad Königshofen im Grabfeld | Bavière                     |
| KÖT         | Arrondissement d'Anhalt-Bitterfeld                                                                | Köthen                      | Saxe-Anhalt                 |
| KÖZ         | Arrondissement de Cham                                                                            | Bad Kötzting                | Bavière                     |
| KR          | Ville de Krefeld                                                                                  | Krefeld                     | Rhénanie-du-Nord-Westphalie |
| KRU         | Arrondissement de Guntzbourg                                                                      | Krumbach                    | Bavière                     |
| KS          | Ville de Cassel (AA 100 à ZZ 999) et arrondissement de Cassel (autres)                            | Kassel                      | Hesse                       |
| KT          | Arrondissement de Kitzingen                                                                       | Kitzingen                   | Bavière                     |
| KU          | Arrondissement de Kulmbach                                                                        | Kulmbach                    | Bavière                     |
| KÜN         | Arrondissement de Hohenlohe                                                                       | Künzelsau                   | Bade-Wurtemberg             |
| KUS         | Arrondissement de Kusel                                                                           | Kusel                       | Rhénanie-Palatinat          |
| KW          | Arrondissement de Dahme-Spreewald                                                                 | Königs Wusterhausen         | Brandebourg                 |
| KY          | Arrondissement de Prignitz-de-l'Est-Ruppin                                                        | Kyritz                      | Brandebourg                 |
| KYF         | Arrondissement de Kyffhäuser                                                                      | Kyffhäuser                  | Thuringe                    |

## L
| Identifiant | Ville / Arrondissement                                                                          | dérivé de                                           | Land                               |
| ----------- | ----------------------------------------------------------------------------------------------- | --------------------------------------------------- | ---------------------------------- |
| L           | Ville de Leipzig ( A à T et AA à TZ) et arrondissement de Leipzig (U à Z et UA à ZZ)            | Leipzig                                             | Saxe                               |
| LA          | Arrondissement de Landshut (AA 100 à ZZ 999 et AA 5000 à ZZ 9999) et ville de Landshut (autres) | Landshut                                            | Bavière                            |
| LAU         | Arrondissement du Pays-de-Nuremberg                                                             | Lauf an der Pegnitz                                 | Bavière                            |
| LB          | Arrondissement de Ludwigsburg                                                                   | Ludwigsburg                                         | Bade-Wurtemberg                    |
| LBS         | Arrondissement de Saale-Orla                                                                    | Bad Lobenstein                                      | Thuringe                           |
| LBZ         | Arrondissement de Ludwigslust-Parchim                                                           | Lübz                                                | Mecklembourg-Poméranie-Occidentale |
| LC          | Arrondissement de Dahme-Spreewald                                                               | Luckau                                              | Brandebourg                        |
| LD          | Ville de Landau in der Pfalz                                                                    | Landau in der Pfalz                                 | Rhénanie-Palatinat                 |
| LDK         | Arrondissement de Lahn-Dill                                                                     | Lahn-Dill-Kreis                                     | Hesse                              |
| LDS         | Arrondissement de Dahme-Forêt-de-Spree                                                          | Landkreis Dahme-Spreewald                           | Brandebourg                        |
| LEO         | Arrondissement de Böblingen                                                                     | Leonberg                                            | Bade-Wurtemberg                    |
| LER         | Arrondissement de Leer                                                                          | Leer                                                | Basse-Saxe                         |
| LEV         | Ville de Leverkusen                                                                             | Leverkusen                                          | Rhénanie-du-Nord-Westphalie        |
| LG          | Arrondissement de Lunebourg                                                                     | Lüneburg                                            | Basse-Saxe                         |
| LH          | Arrondissements de Coesfeld et d'Unna                                                           | Lüdinghausen                                        | Rhénanie-du-Nord-Westphalie        |
| LI          | Arrondissement de Lindau                                                                        | Lindau                                              | Bavière                            |
| LIB         | Arrondissement d'Elbe-Elster                                                                    | Bad Liebenwerda                                     | Brandebourg                        |
| LIF         | Arrondissement de Lichtenfels                                                                   | Lichtenfels                                         | Bavière                            |
| LIP         | Arrondissement de Lippe                                                                         | Lippe                                               | Rhénanie-du-Nord-Westphalie        |
| LL          | Arrondissement de Landsberg                                                                     | Landsberg am Lech                                   | Bavière                            |
| LM          | Arrondissement de Limburg-Weilburg                                                              | Limburg an der Lahn                                 | Hesse                              |
| LN          | Arrondissement de Dahme-Spreewald                                                               | Lübben                                              | Brandebourg                        |
| LÖ          | Arrondissement de Lörrach                                                                       | Lörrach                                             | Bade-Wurtemberg                    |
| LÖB         | Arrondissement de Görlitz                                                                       | Löbau                                               | Saxe                               |
| LOS         | Arrondissement d'Oder-Spree                                                                     | Landkreis Oder-Spree                                | Brandebourg                        |
| LP          | Arrondissement de Soest                                                                         | Lippstadt                                           | Rhénanie-du-Nord-Westphalie        |
| LR          | Arrondissement de l'Ortenau                                                                     | Lahr                                                | Bade-Wurtemberg                    |
| LRO         | Arrondissement de Rostock                                                                       | Landkreis Rostock                                   | Mecklembourg-Poméranie-Occidentale |
| LSA         | Gouvernement, Parlement et Police du Land de Saxe-Anhalt                                        | Landesregierung, Landtag und Polizei Sachsen-Anhalt | Saxe-Anhalt                        |
| LSN         | Gouvernement et Parlement du Land de Saxe                                                       | Landesregierung und Landtag Sachsen                 | Saxe                               |
| LSZ         | Arrondissement d'Unstrut-Hainich                                                                | Bad Langensalza                                     | Thuringe                           |
| LU          | Ville de Ludwigshafen                                                                           | Ludwigshafen                                        | Rhénanie-Palatinat                 |
| LÜN         | Arrondissement d'Unna                                                                           | Lünen                                               | Rhénanie-du-Nord-Westphalie        |
| LUP         | Arrondissement de Ludwigslust-Parchim                                                           | Ludwigslust-Parchim                                 | Mecklembourg-Poméranie-Occidentale |
| LWL         | Arrondissement de Ludwigslust                                                                   | Ludwigslust                                         | Mecklembourg-Poméranie-Occidentale |

## M
| Identifiant | Ville / Arrondissement                                                                               | dérivé de                                                       | Land                               |
| ----------- | --- | --------------------------------------------------------------- | ---------------------------------- |
| M           | Ville de Munich (AA 100 à ZZ 9999, sauf PM) et arrondissement de Munich (autres)                     | München                                                         | Bavière                            |
| MA          | Ville de Mannheim                                                                                    | Mannheim                                                        | Bade-Wurtemberg                    |
| MAB         | Arrondissement des Monts-Métallifères                                                                | Marienberg                                                      | Saxe                               |
| MAI         | Arrondissements de Landshut (B, F, G, I, O, Q 1 à 9999) et de Kelheim (autres)                       | Mainburg                                                        | Bavière                            |
| MAK         | Arrondissement de Wunsiedel im Fichtelgebirge                                                        | Marktredwitz                                                    | Bavière                            |
| MAL         | Arrondissement de Landshut (B, F, G, I, O, Q 1 à 9999)                                               | Mallersdorf-Pfaffenberg                                         | Bavière                            |
| MB          | Arrondissement de Miesbach                                                                           | Miesbach                                                        | Bavière                            |
| MC          | Arrondissement du Plateau des lacs mecklembourgeois                                                  | Malchin                                                         | Mecklembourg-Poméranie-Occidentale |
| MD          | Ville de Magdebourg                                                                                  | Magdeburg                                                       | Saxe-Anhalt                        |
| ME          | Arrondissement de Mettmann                                                                           | Mettmann                                                        | Rhénanie-du-Nord-Westphalie        |
| MED         | Arrondissement de Dithmarse                                                                          | Meldorf                                                         | Schleswig-Holstein                 |
| MEG         | Arrondissement de Schwalm-Eder                                                                       | Melsungen                                                       | Hesse                              |
| MEI         | Arrondissement de Meißen                                                                             | Meißen                                                          | Saxe                               |
| MEK         | Arrondissement des Monts-Métallifères                                                                | anciennement Mittlerer Erzgebirgskreis                          | Saxe                               |
| MER         | Arrondissement de Saale                                                                              | Merseburg                                                       | Saxe-Anhalt                        |
| MET         | Arrondissement de Rhön-Grabfeld                                                                      | Mellrichstadt                                                   | Bavière                            |
| MG          | Ville de Mönchengladbach                                                                             | Mönchengladbach                                                 | Rhénanie-du-Nord-Westphalie        |
| MGH         | Arrondissement de Main-Tauber                                                                        | Bad Mergentheim                                                 | Bade-Wurtemberg                    |
| MGN         | Arrondissement de Schmalkalden-Meiningen                                                             | Meiningen                                                       | Thuringe                           |
| MH          | Ville de Mülheim an der Ruhr                                                                         | Mülheim an der Ruhr                                             | Rhénanie-du-Nord-Westphalie        |
| MHL         | Arrondissement d'Unstrut-Hainich                                                                     | Mühlhausen                                                      | Thuringe                           |
| MI          | Arrondissement de Minden-Lübbecke                                                                    | Minden                                                          | Rhénanie-du-Nord-Westphalie        |
| MIL         | Arrondissement de Miltenberg                                                                         | Miltenberg                                                      | Bavière                            |
| MK          | Arrondissement de La Marck                                                                           | Märkischer Kreis                                                | Rhénanie-du-Nord-Westphalie        |
| MKK         | Arrondissement de Main-Kinzig                                                                        | Main-Kinzig-Kreis                                               | Hesse                              |
| ML          | Arrondissement de Mansfeld-Harz-du-Sud                                                               | anciennement Landkreis Mansfelder Land                          | Saxe-Anhalt                        |
| MM          | Ville de Memmingen                                                                                   | Memmingen                                                       | Bavière                            |
| MN          | Arrondissement d'Unterallgäu                                                                         | Mindelheim                                                      | Bavière                            |
| MO          | Arrondissement de Wesel                                                                              | Moers                                                           | Rhénanie-du-Nord-Westphalie        |
| MOD         | Arrondissement d'Ostallgäu                                                                           | Marktoberdorf                                                   | Bavière                            |
| MOL         | Arrondissement de Märkisch-Pays de l'Oder                                                            | Märkisch-Oderland                                               | Brandebourg                        |
| MON         | Région urbaine d'Aix-la-Chapelle et arrondissement de Düren                                          | Montjoie (Monschau)                                             | Rhénanie-du-Nord-Westphalie        |
| MOS         | Arrondissement de Neckar-Odenwald                                                                    | Mosbach                                                         | Bade-Wurtemberg                    |
| MQ          | Arrondissement de Saale                                                                              | anciennement Landkreis Merseburg-Querfurt                       | Saxe-Anhalt                        |
| MR          | Arrondissement de Marbourg-Biedenkopf                                                                | Marburg                                                         | Hesse                              |
| MS          | Ville de Münster                                                                                     | Münster                                                         | Rhénanie-du-Nord-Westphalie        |
| MSE         | Arrondissement du Plateau des lacs mecklembourgeois                                                  | Landkreis Mecklenburgische Seenplatte                           | Mecklembourg-Poméranie-Occidentale |
| MSH         | Arrondissement de Mansfeld-Harz-du-Sud                                                               | Landkreis Mansfeld-Südharz                                      | Saxe-Anhalt                        |
| MSP         | Arrondissement de Main-Spessart                                                                      | Main-Spessart                                                   | Bavière                            |
| MST         | Arrondissement du Plateau des lacs mecklembourgeois                                                  | Mecklembourg-Strelitz                                           | Mecklembourg-Poméranie-Occidentale |
| MTK         | Arrondissement de Main-Taunus                                                                        | Main-Taunus-Kreis                                               | Hesse                              |
| MTL         | Arrondissement de Leipzig                                                                            | anciennement Muldentalkreis                                     | Saxe                               |
| MÜ          | Arrondissement de Mühldorf                                                                           | Mühldorf am Inn                                                 | Bavière                            |
| MÜB         | Arrondissements de Bayreuth (N 1 à M 999) et de Hof (autres)                                         | Münchberg                                                       | Bavière                            |
| MÜR         | Arrondissement du Plateau des lacs mecklembourgeois                                                  | Müritz                                                          | Mecklembourg-Poméranie-Occidentale |
| MVL         | Gouvernement et Parlement du Land de Mecklembourg-Poméranie-Occidentale                              | Mecklenburg-Vorpommerscher Landesregierung, Landtag und Polizei | Mecklembourg-Poméranie-Occidentale |
| MW          | Arrondissement de Saxe centrale                                                                      | Mittweida                                                       | Saxe                               |
| MY          | Arrondissement de Mayen-Coblence                                                                     | Mayen                                                           | Rhénanie-Palatinat                 |
| MYK         | Arrondissement de Mayen-Coblence                                                                     | Mayen-Koblenz                                                   | Rhénanie-Palatinat                 |
| MZ          | Ville de Mayence (AA 100 à ZZ 999 et AA 1000 à KY 9999) et arrondissement de Mayence-Bingen (autres) | Mainz                                                           | Rhénanie-Palatinat                 |
| MZG         | Arrondissement de Merzig-Wadern                                                                      | Merzig                                                          | Sarre                              |

## N
| Identifiant | Ville / Arrondissement                                                                                           | dérivé de                                                                         | Land                               |
| ----------- | --- | --------------------------------------------------------------------------------- | ---------------------------------- |
| N           | Ville de Nuremberg (AA 100 à ZZ 9999, sauf PP 100 à PP 999) et arrondissement du Pays-de-Nuremberg (A 1 à Z 999) | Nürnberg                                                                          | Bavière                            |
| NAB         | Arrondissements d'Amberg-Sulzbach (B, F, G 1 à 999) et de Schwandorf (autres)                                    | Nabburg                                                                           | Bavière                            |
| NAI         | Arrondissement de Hof                                                                                            | Naila                                                                             | Bavière                            |
| NB          | Ville de Neubrandenbourg                                                                                         | Neubrandenburg                                                                    | Mecklembourg-Poméranie-Occidentale |
| ND          | Arrondissement de Neuburg-Schrobenhausen                                                                         | Neuburg an der Donau                                                              | Bavière                            |
| NDH         | Arrondissement de Nordhausen                                                                                     | Nordhausen                                                                        | Thuringe                           |
| NE          | Arrondissement de Rhin Neuss                                                                                     | Neuss                                                                             | Rhénanie-du-Nord-Westphalie        |
| NEA         | Arrondissement de Neustadt an der Aisch-Bad Windsheim                                                            | Neustadt an der Aisch                                                             | Bavière                            |
| NEB         | Arrondissement du Burgenland                                                                                     | Nebra an der Unstrut                                                              | Saxe-Anhalt                        |
| NEC         | Arrondissement de Cobourg                                                                                        | Neustadt bei Coburg                                                               | Bavière                            |
| NEN         | Arrondissement de Schwandorf                                                                                     | Neunburg vorm Wald                                                                | Bavière                            |
| NES         | Arrondissement de Rhön-Grabfeld                                                                                  | Bad Neustadt an der Saale                                                         | Bavière                            |
| NEW         | Arrondissement de Neustadt an der Waldnaab                                                                       | Neustadt an der Waldnaab                                                          | Bavière                            |
| NF          | Arrondissement de Frise-du-Nord                                                                                  | Kreis Nordfriesland                                                               | Schleswig-Holstein                 |
| NH          | Arrondissement de Sonneberg                                                                                      | Neuhaus am Rennweg                                                                | Thuringe                           |
| NI          | Arrondissement de Nienburg/Weser                                                                                 | Nienburg/Weser                                                                    | Basse-Saxe                         |
| NK          | Arrondissement de Neunkirchen                                                                                    | Neunkirchen                                                                       | Sarre                              |
| NL          | Gouvernement et Parlement du Land de Basse-Saxe                                                                  | Niedersächsischer Landesregierung und Landtag                                     | Basse-Saxe                         |
| NM          | Arrondissement de Neumarkt in der Oberpfalz                                                                      | Neumarkt in der Oberpfalz                                                         | Bavière                            |
| NMB         | Arrondissement du Burgenland                                                                                     | Naumburg an der Saale                                                             | Saxe-Anhalt                        |
| NMS         | Ville de Neumünster                                                                                              | Neumünster                                                                        | Schleswig-Holstein                 |
| NÖ          | Arrondissement de Danube-Ries                                                                                    | Nördlingen                                                                        | Bavière                            |
| NOH         | Arrondissement du Comté de Bentheim                                                                              | Nordhorn                                                                          | Basse-Saxe                         |
| NOL         | Arrondissement de Görlitz                                                                                        | Niederschlesischer Oberlausitzkreis                                               | Saxe                               |
| NOM         | Arrondissement de Northeim                                                                                       | Northeim                                                                          | Basse-Saxe                         |
| NOR         | Arrondissement d'Aurich                                                                                          | Norden                                                                            | Basse-Saxe                         |
| NP          | Arrondissement de Prignitz-de-l'Est-Ruppin                                                                       | Neuruppin                                                                         | Brandebourg                        |
| NR          | Arrondissement de Neuwied (ville de Neuwied : A 1 à Z 9999 ; autres : AA 1 à ZZ 999)                             | Neuwied am Rhein                                                                  | Rhénanie-Palatinat                 |
| NRW         | Gouvernement, Parlement et Police du Land de Rhénanie-du-Nord-Westphalie                                         | Landesregierung, Landtag und Polizei Nordrhein-Westfalen                          | Rhénanie-du-Nord-Westphalie        |
| NT          | Arrondissement d'Esslingen                                                                                       | Nürtingen                                                                         | Bade-Wurtemberg                    |
| NU          | Arrondissement de Neu-Ulm                                                                                        | Neu-Ulm                                                                           | Bavière                            |
| NVP         | Arrondissement de Poméranie-Occidentale-Rügen                                                                    | ancien Arrondissement de Poméranie-Occidentale-du-Nord (Landkreis Nordvorpommern) | Mecklembourg-Poméranie-Occidentale |
| NW          | Ville de Neustadt an der Weinstraße                                                                              | Neustadt an der Weinstraße                                                        | Rhénanie-Palatinat                 |
| NWM         | Arrondissement du Mecklembourg-du-Nord-Ouest                                                                     | Landkreis Nordwestmecklenburg                                                     | Mecklembourg-Poméranie-Occidentale |
| NY          | Arrondissement de Görlitz                                                                                        | Niesky                                                                            | Saxe                               |
| NZ          | Arrondissement du Plateau des lacs mecklembourgeois                                                              | Neustrelitz                                                                       | Mecklembourg-Poméranie-Occidentale |

## O
| Identifiant | Ville / Arrondissement                                                                   | dérivé de                       | Land                        |
| ----------- | ---------------------------------------------------------------------------------------- | ------------------------------- | --------------------------- |
| OA          | Arrondissement d'Oberallgäu                                                              | Oberallgäu                      | Bavière                     |
| OAL         | Arrondissement d'Ostallgäu                                                               | Ostallgäu                       | Bavière                     |
| OB          | Ville d' Oberhausen                                                                      | Oberhausen                      | Rhénanie-du-Nord-Westphalie |
| OBG         | Arrondissement de Stendal                                                                | Osterburg                       | Saxe-Anhalt                 |
| OC          | Arrondissement de la Börde                                                               | Oschersleben                    | Saxe-Anhalt                 |
| OCH         | Arrondissement de Wurtzbourg                                                             | Ochsenfurt                      | Bavière                     |
| OD          | Arrondissement de Stormarn                                                               | Bad Oldesloe                    | Schleswig-Holstein          |
| OE          | Arrondissement d'Olpe                                                                    | Olpe                            | Rhénanie-du-Nord-Westphalie |
| OF          | Arrondissement d'Offenbach (AA 100 à ZZ 9999) et ville de Offenbach-sur-le-Main (autres) | Offenbach am Main               | Hesse                       |
| OG          | Arrondissement de l'Ortenau                                                              | Offenburg                       | Bade-Wurtemberg             |
| OH          | Arrondissement du Holstein-de-l'Est                                                      | Kreis Ostholstein               | Schleswig-Holstein          |
| OHA         | Arrondissement d'Osterode am Harz                                                        | Osterode am Harz                | Basse-Saxe                  |
| ÖHR         | Arrondissement de Hohenlohe                                                              | Öhringen                        | Bade-Wurtemberg             |
| OHV         | Arrondissement de Haute-Havel                                                            | Landkreis Oberhavel             | Brandebourg                 |
| OHZ         | Arrondissement d'Osterholz                                                               | Osterholz-Scharmbeck            | Basse-Saxe                  |
| OK          | Arrondissement de la Börde                                                               | anciennement Ohrekreis          | Saxe-Anhalt                 |
| OL          | Ville de Oldenbourg (AA 100 à ZZ 999, sauf PD) et arrondissement d'Oldenbourg (autres)   | Oldenbourg                      | Basse-Saxe                  |
| OP          | Ville de Leverkusen                                                                      | quartier de Opladen             | Rhénanie-du-Nord-Westphalie |
| OPR         | Arrondissement de Prignitz-de-l'Est-Ruppin                                               | Landkreis Ostprignitz-Ruppin    | Brandebourg                 |
| OS          | Arrondissement d'Osnabrück (AA 100 à ZZ 999, sauf PD) et ville de Osnabrück (autres)     | Osnabrück                       | Basse-Saxe                  |
| OSL         | Arrondissement de Haute-Forêt-de-Spree-Lusace                                            | Landkreis Oberspreewald-Lausitz | Brandebourg                 |
| OVI         | Arrondissement de Schwandorf                                                             | Oberviechtach                   | Bavière                     |
| OVL         | Arrondissement du Vogtland                                                               | Obervogtland                    | Saxe                        |
| OZ          | Arrondissement de Saxe du Nord                                                           | Oschatz                         | Saxe                        |

## P
| Identifiant | Ville / Arrondissement                                                                                       | dérivé de                    | Land                               |
| ----------- | --- | ---------------------------- | ---------------------------------- |
| P           | Ville de Potsdam                                                                                             | Potsdam                      | Brandebourg                        |
| PA          | Ville de Passau (A 1 à Z 9999) et arrondissement de Passau (AA 1 à ZZ 999)                                   | Passau                       | Bavière                            |
| PAF         | Arrondissement de Pfaffenhofen                                                                               | Pfaffenhofen an der Ilm      | Bavière                            |
| PAN         | Arrondissement de Rottal-Inn                                                                                 | Pfarrkirchen                 | Bavière                            |
| PAR         | Arrondissements de Kelheim (Q, Y, BB et CC 1 à 999) et Neumarkt in der Oberpfalz (autres)                    | Parsberg                     | Bavière                            |
| PB          | Arrondissement de Paderborn                                                                                  | Paderborn                    | Rhénanie-du-Nord-Westphalie        |
| PCH         | Arrondissement de Ludwigslust-Parchim                                                                        | Parchim                      | Mecklembourg-Poméranie-Occidentale |
| PE          | Arrondissement de Peine                                                                                      | Peine                        | Basse-Saxe                         |
| PEG         | Arrondissements de Bayreuth (B 1 à Z 999), de Forchheim (A 1 à Z 9999) et du Pays-de-Nuremberg (A 1 à A 999) | Pegnitz                      | Bavière                            |
| PF          | Ville de Pforzheim (AA 100 à ZZ 999 et NA 1000 à ZZ 9999) et arrondissement d'Enz (autres)                   | Pforzheim                    | Bade-Wurtemberg                    |
| PI          | Arrondissement de Pinneberg                                                                                  | Pinneberg                    | Schleswig-Holstein                 |
| PIR         | Arrondissement de Suisse-Saxonne-Monts-Métallifères-de-l'Est                                                 | Pirna                        | Saxe                               |
| PL          | Arrondissement du Vogtland                                                                                   | Plauen                       | Saxe                               |
| PLÖ         | Arrondissement de Plön                                                                                       | Plön                         | Schleswig-Holstein                 |
| PM          | Arrondissement de Potsdam-Mittelmark                                                                         | Landkreis Potsdam-Mittelmark | Brandebourg                        |
| PN          | Arrondissement de Saale-Orla                                                                                 | Pößneck                      | Thuringe                           |
| PR          | Arrondissement de Prignitz                                                                                   | Landkreis Prignitz           | Brandebourg                        |
| PRÜ         | Arrondissement d'Eifel-Bitburg-Prüm                                                                          | Prüm                         | Rhénanie-Palatinat                 |
| PS          | Ville de Pirmasens (A 1 à Z 9999) et arrondissement du Palatinat-Sud-Ouest (AA 1 à ZZ 999)                   | Pirmasens                    | Rhénanie-Palatinat                 |
| PW          | Arrondissement de Poméranie-Occidentale-Greifswald                                                           | Pasewalk                     | Mecklembourg-Poméranie-Occidentale |
| PZ          | Arrondissement d'Uckermark                                                                                   | Prenzlau                     | Brandebourg                        |

## Q
| Identifiant | Ville / Arrondissement  | dérivé de   | Land        |
| ----------- | ----------------------- | ----------- | ----------- |
| QFT         | Arrondissement de Saale | Querfurt    | Saxe-Anhalt |
| QLB         | Arrondissement de Harz  | Quedlinburg | Saxe-Anhalt |

## R
| Identifiant | Ville / Arrondissement | dérivé de                                                  | Land                               |
| ----------- | --- | ---------------------------------------------------------- | ---------------------------------- |
| R           | Ville de Ratisbonne (AA 100 à ZZ 999, sauf PP et PR et MN 1000 à ZZ 9999) et arrondissement de Ratisbonne (autres)                                           | Ratisbonne (Regensburg)                                    | Bavière                            |
| RA          | Arrondissement de Rastatt | Rastatt                                                    | Bade-Wurtemberg                    |
| RC          | Arrondissement du Vogtland | Reichenbach im Vogtland                                    | Saxe                               |
| RD          | Arrondissement de Rendsburg-Eckernförde | Rendsburg                                                  | Schleswig-Holstein                 |
| RDG         | Arrondissement de Poméranie-Occidentale-Rügen | Ribnitz-Damgarten                                          | Mecklembourg-Poméranie-Occidentale |
| RE          | Arrondissement de Recklinghausen | Recklinghausen                                             | Rhénanie-du-Nord-Westphalie        |
| REG         | Arrondissement de Regen | Regen                                                      | Bavière                            |
| REH         | Arrondissements de Wunsiedel im Fichtelgebirge (A, E, F, H, J, M, N, P, R S, V, X 1 à 999 ; AA, FF, GG, OO, ZZ 100 à 999 et AU 900 à 999) et de Hof (autres) | Rehau                                                      | Bavière                            |
| RG          | Arrondissement de Meissen | anciennement arrondissement de Riesa-Großenhain            | Saxe                               |
| RH          | Arrondissement de Roth | Roth                                                       | Bavière                            |
| RI          | Arrondissement de Schaumbourg | Rinteln                                                    | Basse-Saxe                         |
| RID         | Arrondissement de Kelheim | Riedenburg                                                 | Bavière                            |
| RIE         | Arrondissement de Meissen | Riesa                                                      | Saxe                               |
| RL          | Arrondissement de Saxe centrale | Rochlitz                                                   | Saxe                               |
| RM          | Arrondissement du Plateau des lacs mecklembourgeois | Röbel/Müritz                                               | Mecklembourg-Poméranie-Occidentale |
| RO          | Arrondissement de Rosenheim (AA 100 à ZZ 9999) et ville de Rosenheim (autres sauf P 100 à P 999)                                                             | Rosenheim                                                  | Bavière                            |
| ROD         | Arrondissements de Schwandorf (B 1 à 500, F 1 à 700, G 50 à 400 et I 100 à 1000) et de Cham (autres)                                                         | Roding                                                     | Bavière                            |
| ROF         | Arrondissement de Hersfeld-Rotenburg | Rotenburg an der Fulda                                     | Hesse                              |
| ROK         | Arrondissement du Mont-Tonnerre | Rockenhausen                                               | Rhénanie-Palatinat                 |
| ROL         | Arrondissements de Kelheim (A à Z) et de Landshut (AA 1 à ZZ 999 et B, F, G, I, O, Q 1 à 9999)                                                               | Rottenburg an der Laaber                                   | Bavière                            |
| ROS         | Arrondissement de Rostock | Rostock                                                    | Mecklembourg-Poméranie-Occidentale |
| ROT         | Arrondissement d'Ansbach | Rothenburg ob der Tauber                                   | Bavière                            |
| ROW         | Arrondissement de Rotenburg | Rotenburg an der Wümme                                     | Basse-Saxe                         |
| RP          | Arrondissement de Rhin-Palatinat | Rhein-Pfalz-Kreiz                                          | Rhénanie-Palatinat                 |
| RPL         | Gouvernement, Parlement et Police du Land de Rhénanie-Palatinat                                                                                              | Rheinland-Pfälzischer Landesregierung, Landtag und Polizei | Rhénanie-Palatinat                 |
| RS          | Ville de Remscheid | Remscheid                                                  | Rhénanie-du-Nord-Westphalie        |
| RSL         | Ville de Dessau-Roßlau | quartier de Roslau                                         | Saxe-Anhalt                        |
| RT          | Arrondissement de Reutlingen | Reutlingen                                                 | Bade-Wurtemberg                    |
| RU          | Arrondissement de Saalfeld-Rudolstadt | Rudolstadt                                                 | Thuringe                           |
| RÜD         | Arrondissement de Rheingau-Taunus | Rüdesheim am Rhein                                         | Hesse                              |
| RÜG         | Arrondissement de Rügen | Landkreis Rügen                                            | Mecklembourg-Poméranie-Occidentale |
| RV          | Arrondissement de Ravensbourg | Ravensburg                                                 | Bade-Wurtemberg                    |
| RW          | Arrondissement de Rottweil | Rottweil                                                   | Bade-Wurtemberg                    |
| RZ          | Arrondissement de Herzogtum Lauenburg | Ratzeburg                                                  | Schleswig-Holstein                 |

## S
| Identifiant | Ville / Arrondissement | dérivé de                                               | Land                               |
| ----------- | --- | ------------------------------------------------------- | ---------------------------------- |
| S           | Ville de Stuttgart | Stuttgart                                               | Bade-Wurtemberg                    |
| SAB         | Arrondissement de Trèves-Sarrebourg                                                                                             | Saarburg                                                | Rhénanie-Palatinat                 |
| SAD         | Arrondissement de Schwandorf | Schwandorf                                              | Bavière                            |
| SAL         | Gouvernement, Parlement et Police du Land de Sarre                                                                              | Saarländischer Landesregierung, Landtag und Polizei     | Sarre                              |
| SAN         | Arrondissements de Hof (W 1 à Z 999), de Kronach (S 1 à V 9999 et AA 1 à IZ 999) et de Kulmbach (A 1 à R 9999 et JA 1 à ZZ 999) | Stadtsteinach                                           | Bavière                            |
| SAW         | Arrondissement d'Altmark-Salzwedel                                                                                              | Salzwedel                                               | Saxe-Anhalt                        |
| SB          | Communauté urbaine de Sarrebruck                                                                                                | Saarbrücken                                             | Sarre                              |
| SBG         | Arrondissement de Poméranie-Occidentale-Greifswald                                                                              | Strasburg                                               | Mecklembourg-Poméranie-Occidentale |
| SBK         | Arrondissement du Salzland | Schönebeck                                              | Saxe-Anhalt                        |
| SC          | Ville de Schwabach | Schwabach                                               | Bavière                            |
| SCZ         | Arrondissement de Saale-Orla | Schleiz                                                 | Thuringe                           |
| SDH         | Arrondissement de Kyffhäuser | Sondershausen                                           | Thuringe                           |
| SDL         | Arrondissement de Stendal | Stendal                                                 | Saxe-Anhalt                        |
| SDT         | Arrondissement d'Uckermark | Schwedt                                                 | Brandebourg                        |
| SE          | Arrondissement de Segeberg | Bad Segeberg                                            | Schleswig-Holstein                 |
| SEB         | Arrondissement de Suisse-Saxonne-Monts-Métallifères-de-l'Est                                                                    | Sebnitz                                                 | Saxe                               |
| SEE         | Arrondissement de Märkisch-Pays de l'Oder                                                                                       | Seelow                                                  | Brandebourg                        |
| SEF         | Arrondissement de Neustadt an der Aisch-Bad Windsheim                                                                           | Scheinfeld                                              | Bavière                            |
| SEL         | Arrondissement de Wunsiedel im Fichtelgebirge                                                                                   | Selb                                                    | Bavière                            |
| SFB         | Arrondissement de Haute-Forêt-de-Spree-Lusace                                                                                   | Senftenberg                                             | Brandebourg                        |
| SFT         | Arrondissement du Salzland | Staßfurt                                                | Saxe-Anhalt                        |
| SG          | Ville de Solingen | Solingen                                                | Rhénanie-du-Nord-Westphalie        |
| SGH         | Arrondissement de Mansfeld-Harz-du-Sud                                                                                          | Sangerhausen                                            | Saxe-Anhalt                        |
| SH          | Gouvernement, Parlement et Police du Land de Schleswig-Holstein                                                                 | Schleswig-Holstein Landesregierung, Landtag und Polizei | Schleswig-Holstein                 |
| SHA         | Arrondissement de Schwäbisch Hall                                                                                               | Schwäbisch Hall                                         | Bade-Wurtemberg                    |
| SHG         | Arrondissement de Schaumburg | Stadthagen                                              | Basse-Saxe                         |
| SHK         | Arrondissement de Saale-Holzland                                                                                                | Saale-Holzland-Kreis                                    | Thuringe                           |
| SHL         | Ville de Suhl | Suhl                                                    | Thuringe                           |
| SI          | Arrondissement de Siegen-Wittgenstein                                                                                           | Siegen                                                  | Rhénanie-du-Nord-Westphalie        |
| SIG         | Arrondissement de Sigmaringen                                                                                                   | Sigmaringen                                             | Bade-Wurtemberg                    |
| SIM         | Arrondissement de Rhin-Hunsrück                                                                                                 | Simmern                                                 | Rhénanie-Palatinat                 |
| SK          | Arrondissement de Saale | Saalekreis                                              | Saxe-Anhalt                        |
| SL          | Arrondissement de Schleswig-Flensburg                                                                                           | Schleswig                                               | Schleswig-Holstein                 |
| SLE         | Arrondissement d'Euskirchen | Schleiden                                               | Rhénanie-du-Nord-Westphalie        |
| SLF         | Arrondissement de Saalfeld-Rudolstadt                                                                                           | Saalfeld                                                | Thuringe                           |
| SLK         | Arrondissement du Salzland | Salzlandkreis                                           | Saxe-Anhalt                        |
| SLN         | Arrondissement du Pays-d'Altenbourg                                                                                             | Schmölln                                                | Thuringe                           |
| SLS         | Arrondissement de Sarrelouis | Sarrelouis (Saarlouis)                                  | Sarre                              |
| SLÜ         | Arrondissement de Main-Kinzig                                                                                                   | Schlüchtern                                             | Hesse                              |
| SLZ         | Arrondissement de Wartburg | Bad Salzungen                                           | Thuringe                           |
| SM          | Arrondissement de Schmalkalden-Meiningen                                                                                        | Landkreis Schmalkalden-Meiningen                        | Thuringe                           |
| SN          | Ville de Schwerin | Schwerin                                                | Mecklembourg-Poméranie-Occidentale |
| SO          | Arrondissement de Soest | Soest                                                   | Rhénanie-du-Nord-Westphalie        |
| SOB         | Arrondissement de Neuburg-Schrobenhausen                                                                                        | Schrobenhausen                                          | Bavière                            |
| SOG         | Arrondissement de Weilheim-Schongau                                                                                             | Schongau                                                | Bavière                            |
| SOK         | Arrondissement de Saale-Orla | Saale-Orla-Kreis                                        | Thuringe                           |
| SÖM         | Arrondissement de Sömmerda | Sömmerda                                                | Thuringe                           |
| SON         | Arrondissement de Sonneberg | Sonneberg                                               | Thuringe                           |
| SP          | Ville de Spire | Speyer                                                  | Rhénanie-Palatinat                 |
| SPB         | Arrondissement de Spree-Neisse                                                                                                  | Spremberg                                               | Brandebourg                        |
| SPN         | Arrondissement de Spree-Neisse                                                                                                  | Landkreis Spree-Neiße                                   | Brandebourg                        |
| SR          | Ville de Straubing (A 1 à Z 999, sauf PP 1000-1999) et arrondissement de Straubing-Bogen (AA 1 à ZZ 999)                        | Straubing                                               | Bavière                            |
| SRB         | Arrondissement de Märkisch-Pays de l'Oder                                                                                       | Strausberg                                              | Brandebourg                        |
| SRO         | Arrondissement de Saale-Holzland                                                                                                | Stadtroda                                               | Thuringe                           |
| ST          | Arrondissement de Steinfurt | Steinfurt                                               | Rhénanie-du-Nord-Westphalie        |
| STA         | Arrondissement de Starnberg | Starnberg                                               | Bavière                            |
| STB         | Arrondissement de Ludwigslust-Parchim                                                                                           | Sternberg                                               | Mecklembourg-Poméranie-Occidentale |
| STD         | Arrondissement de Stade | Stade                                                   | Basse-Saxe                         |
| STE         | Arrondissement de Lichtenfels                                                                                                   | Bad Staffelstein                                        | Bavière                            |
| STL         | Arrondissement des Monts-Métallifères                                                                                           | Stollberg/Erzgeb.                                       | Saxe                               |
| SU          | Arrondissement de Rhin-Sieg | Siegburg                                                | Rhénanie-du-Nord-Westphalie        |
| SUL         | Arrondissement d'Amberg-Sulzbach                                                                                                | Sulzbach-Rosenberg                                      | Bavière                            |
| SÜW         | Arrondissement de la Route-du-Vin-du-Sud                                                                                        | Landkreis Südliche Weinstraße                           | Rhénanie-Palatinat                 |
| SW          | Arrondissement de Schweinfurt (AA 100 à ZZ 9999) et ville de Schweinfurt (autres)                                               | Schweinfurt                                             | Bavière                            |
| SWA         | Arrondissement de Rheingau-Taunus                                                                                               | Bad Schwalbach                                          | Hesse                              |
| SY          | Arrondissement de Diepholz | Syke                                                    | Basse-Saxe                         |
| SZ          | Ville de Salzgitter | Salzgitter                                              | Basse-Saxe                         |
| SZB         | Arrondissement des Monts-Métallifères                                                                                           | Schwarzenberg/Erzgeb.                                   | Saxe                               |

## T
| Identifiant | Ville / Arrondissement                                 | dérivé de                                                   | Land                               |
| ----------- | ------------------------------------------------------ | ----------------------------------------------------------- | ---------------------------------- |
| TBB         | Arrondissement de Main-Tauber                          | Tauberbischofsheim                                          | Bade-Wurtemberg                    |
| TDO         | Arrondissement de Saxe-du-Nord                         | réforme des arrondissements de Torgau, Delitzsch et Oschatz | Saxe                               |
| TE          | Arrondissement de Steinfurt                            | Tecklembourg (Tecklenburg)                                  | Rhénanie-du-Nord-Westphalie        |
| TET         | Arrondissement de Rostock                              | Teterow                                                     | Mecklembourg-Poméranie-Occidentale |
| TF          | Arrondissement de Teltow-Fläming                       | Teltow-Fläming                                              | Brandebourg                        |
| TG          | Arrondissement de Saxe-du-Nord                         | Torgau                                                      | Saxe                               |
| THL         | Gouvernement et Parlement du Land de Thuringe          | Thüringer Landesregierung und Landtag                       | Thuringe                           |
| THW         | Agence Fédérale pour l'Aide Technique                  | Bundesanstalt Technisches Hilfswerk                         | national                           |
| TIR         | Arrondissement de Tirschenreuth                        | Tirschenreuth                                               | Bavière                            |
| TO          | Arrondissement de Saxe-du-Nord                         | anciennement Arrondissement de Torgau-Oschatz               | Saxe                               |
| TÖL         | Arrondissement de Bad Tölz-Wolfratshausen              | Bad Tölz                                                    | Bavière                            |
| TR          | Ville de Trèves et arrondissement de Trèves-Sarrebourg | Trier                                                       | Rhénanie-Palatinat                 |
| TS          | Arrondissement de Traunstein                           | Traunstein                                                  | Bavière                            |
| TÜ          | Arrondissement de Tübingen                             | Tübingen                                                    | Bade-Wurtemberg                    |
| TUT         | Arrondissement de Tuttlingen                           | Tuttlingen                                                  | Bade-Wurtemberg                    |

## U
| Identifiant | Ville / Arrondissement                                                                      | dérivé de             | Land                               |
| ----------- | ------------------------------------------------------------------------------------------- | --------------------- | ---------------------------------- |
| UE          | Arrondissement d'Uelzen                                                                     | Uelzen                | Basse-Saxe                         |
| UEM         | Arrondissement de Poméranie-Occidentale-Greifswald                                          | Ueckermünde           | Mecklembourg-Poméranie-Occidentale |
| UFF         | Arrondissement de Neustadt an der Aisch-Bad Windsheim                                       | Uffenheim             | Bavière                            |
| UH          | Arrondissement d'Unstrut-Hainich                                                            | Unstrut-Hainich-Kreis | Thuringe                           |
| UL          | Arrondissement d'Alb-Danube (AA 100 à ZZ 999 et NA 1000 à ZZ 9999) et ville de Ulm (autres) | Ulm                   | Bade-Wurtemberg                    |
| UM          | Arrondissement d'Uckermark                                                                  | Landkreis Uckermark   | Brandebourg                        |
| UN          | Arrondissement d'Unna                                                                       | Unna                  | Rhénanie-du-Nord-Westphalie        |
| USI         | Arrondissement du Haut-Taunus                                                               | Usingen               | Hesse                              |

## V
| Identifiant | Ville / Arrondissement                                                       | dérivé de                                  | Land                               |
| ----------- | ---------------------------------------------------------------------------- | ------------------------------------------ | ---------------------------------- |
| V           | Arrondissement du Vogtland                                                   | Vogtland                                   | Saxe                               |
| VAI         | Arrondissement de Ludwigsbourg                                               | Vaihingen-sur-l'Enz (Vaihingen an der Enz) | Bade-Wurtemberg                    |
| VB          | Arrondissement de Vogelsberg                                                 | Vogelsbergkreis                            | Hesse                              |
| VEC         | Arrondissement de Vechta                                                     | Vechta                                     | Basse-Saxe                         |
| VER         | Arrondissement de Verden                                                     | Verden                                     | Basse-Saxe                         |
| VG          | Arrondissement de Poméranie-Occidentale-Greifswald                           | Landkreis Vorpommern-Greifswald            | Mecklembourg-Poméranie-Occidentale |
| VIB         | Arrondissements de Rottal-Inn (B, I, O, Q 100 à 999) et de Landshut (autres) | Vilsbiburg                                 | Bavière                            |
| VIE         | Arrondissement de Viersen                                                    | Viersen                                    | Rhénanie-du-Nord-Westphalie        |
| VK          | Ville de Völklingen                                                          | Völklingen                                 | Sarre                              |
| VOH         | Arrondissement de Neustadt an der Waldnaab                                   | Vohenstrauß                                | Bavière                            |
| VR          | Arrondissement de Poméranie-Occidentale-Rügen                                | Landkreis Vorpommern-Rügen                 | Mecklembourg-Poméranie-Occidentale |
| VS          | Arrondissement de Forêt-Noire-Baar                                           | Villingen-Schwenningen                     | Bade-Wurtemberg                    |

## W
| Identifiant | Ville / Arrondissement | dérivé de                         | Land                               |
| ----------- | --- | --------------------------------- | ---------------------------------- |
| W           | Ville de Wuppertal | Wuppertal                         | Rhénanie-du-Nord-Westphalie        |
| WA          | Arrondissement de Waldeck-Frankenberg | Waldeck                           | Hesse                              |
| WAF         | Arrondissement de Warendorf | Warendorf                         | Rhénanie-du-Nord-Westphalie        |
| WAK         | Arrondissement de Wartburg | Wartburgkreis                     | Thuringe                           |
| WAN         | Ville de Herne | Wanne-Eickel                      | Rhénanie-du-Nord-Westphalie        |
| WAT         | Ville de Bochum | Wattenscheid                      | Rhénanie-du-Nord-Westphalie        |
| WB          | Arrondissement de Wittemberg | Wittemberg                        | Saxe-Anhalt                        |
| WBS         | Arrondissement d'Eichsfeld | Worbis                            | Thuringe                           |
| WDA         | Arrondissement de Zwickau | Werdau                            | Saxe                               |
| WE          | Ville de Weimar | Weimar                            | Thuringe                           |
| WEL         | Arrondissement de Limburg-Weilburg | Weilburg                          | Hesse                              |
| WEN         | Ville de Weiden in der Oberpfalz | Weiden in der Oberpfalz           | Bavière                            |
| WER         | Arrondissement de Dillingen | Wertingen                         | Bavière                            |
| WES         | Arrondissement de Wesel | Wesel                             | Rhénanie-du-Nord-Westphalie        |
| WF          | Arrondissement de Wolfenbüttel | Wolfenbüttel                      | Basse-Saxe                         |
| WHV         | Ville de Wilhelmshaven | Wilhelmshaven                     | Basse-Saxe                         |
| WI          | Ville de Wiesbaden | Wiesbaden                         | Hesse                              |
| WIL         | Arrondissement de Bernkastel-Wittlich | Wittlich                          | Rhénanie-Palatinat                 |
| WIS         | Arrondissement du Mecklembourg-du-Nord-Ouest                                                                                                | Wismar                            | Mecklembourg-Poméranie-Occidentale |
| WIT         | Arrondissement d'Ennepe-Ruhr | Witten                            | Rhénanie-du-Nord-Westphalie        |
| WIZ         | Arrondissement de Werra-Meissner | Witzenhausen                      | Hesse                              |
| WK          | Arrondissement de Prignitz-de-l'Est-Ruppin                                                                                                  | Wittstock/Dosse                   | Brandebourg                        |
| WL          | Arrondissement de Harburg | Winsen an der Luhe                | Basse-Saxe                         |
| WLG         | Arrondissement de Poméranie-Occidentale-Greifswald                                                                                          | Wolgast                           | Mecklembourg-Poméranie-Occidentale |
| WM          | Arrondissement de Weilheim-Schongau | Weilheim in Oberbayern            | Bavière                            |
| WMS         | Arrondissement de la Börde | Wolmirstedt                       | Saxe-Anhalt                        |
| WN          | Arrondissement de Rems-Murr | Waiblingen                        | Bade-Wurtemberg                    |
| WND         | Arrondissement de Saint-Wendel | St. Wendel                        | Sarre                              |
| WO          | Ville de Worms | Worms                             | Rhénanie-Palatinat                 |
| WOB         | Ville de Wolfsbourg | Wolfsburg                         | Basse-Saxe                         |
| WOH         | Arrondissement de Cassel | Wolfhagen                         | Hesse                              |
| WOL         | Arrondissement de l'Ortenau | Wolfach                           | Bade-Wurtemberg                    |
| WOR         | Arrondissements de Munich (F 1 à F 9999 et O 1 à O 9999), de Starnberg (B 1 à B9999 et G 1 à G 9999) et de Bad Tölz-Wolfratshausen (autres) | Wolfratshausen                    | Bavière                            |
| WOS         | Arrondissement de Freyung-Grafenau | Wolfstein (de)                    | Bavière                            |
| WR          | Arrondissement de Harz | Wernigerode                       | Saxe-Anhalt                        |
| WRN         | Arrondissement du Plateau des lacs mecklembourgeois                                                                                         | Waren                             | Mecklembourg-Poméranie-Occidentale |
| WS          | Arrondissement de Rosenheim | Wasserburg am Inn                 | Bavière                            |
| WSF         | Arrondissement du Burgenland | Weissenfels                       | Saxe-Anhalt                        |
| WST         | Arrondissement d'Ammerland | Westerstede                       | Basse-Saxe                         |
| WSW         | Arrondissement de Görlitz | Weisswasser                       | Saxe                               |
| WT          | Arrondissement de Waldshut | Waldshut-Tiengen                  | Bade-Wurtemberg                    |
| WTM         | Arrondissement de Wittmund | Wittmund                          | Basse-Saxe                         |
| WÜ          | Ville de Wurtzbourg (AA 100 à ZZ 999 et AA 1000 à NZ 9999) et arrondissement de Wurtzbourg (autres sauf PP 1000 à PP 9999)                  | Würzburg                          | Bavière                            |
| WUG         | Arrondissement de Weissenburg-Gunzenhausen                                                                                                  | Landkreis Weißenburg-Gunzenhausen | Bavière                            |
| WÜM         | Arrondissement de Cham | Waldmünchen                       | Bavière                            |
| WUN         | Arrondissement de Wunsiedel im Fichtelgebirge                                                                                               | Wunsiedel                         | Bavière                            |
| WUR         | Arrondissement de Leipzig | Wurzen                            | Saxe                               |
| WW          | Arrondissement de Westerwald | Westerwaldkreis                   | Rhénanie-Palatinat                 |
| WZ          | Ville de Wetzlar | Wetzlar                           | Hesse                              |
| WZL         | Arrondissement de la Börde | Wanzleben-Börde                   | Saxe-Anhalt                        |

## X
| Identifiant | Ville / Arrondissement                   | dérivé de             | Land     |
| ----------- | ---------------------------------------- | --------------------- | -------- |
| X           | Quartiers généraux internationaux (OTAN) | choisi arbitrairement | national |

## Y
| Identifiant | Ville / Arrondissement       | dérivé de             | Land     |
| ----------- | ---------------------------- | --------------------- | -------- |
| Y           | Armée allemande (Bundeswehr) | choisi arbitrairement | national |

## Z
| Identifiant | Ville / Arrondissement                                                               | dérivé de              | Land               |
| ----------- | ------------------------------------------------------------------------------------ | ---------------------- | ------------------ |
| Z           | Arrondissement de Zwickau                                                            | Zwickau                | Saxe               |
| ZE          | Arrondissement d'Anhalt-Bitterfeld                                                   | Zerbst                 | Saxe-Anhalt        |
| ZEL         | Arrondissement de Cochem-Zell                                                        | Zell                   | Rhénanie-Palatinat |
| ZI          | Arrondissement de Görlitz                                                            | Zittau                 | Saxe               |
| ZIG         | Arrondissement de Schwalm-Eder                                                       | quartier de Ziegenhain | Hesse              |
| ZP          | Arrondissement des Monts-Métallifères                                                | Zschopau               | Saxe               |
| ZR          | Arrondissement de Greiz                                                              | Zeulenroda-Triebes     | Thuringe           |
| ZW          | Arrondissement du Palatinat-Sud-Ouest (AA 1 à ZZ 99) et ville de Deux-Ponts (autres) | Zweibrücken            | Rhénanie-Palatinat |
| ZZ          | Arrondissement du Burgenland                                                         | Zeitz                  | Saxe-Anhalt        |

## 0-9
| Identifiant | Institution                                                                  |
| ----------- | ---------------------------------------------------------------------------- |
| 0           | 0-1 Véhicule du Président fédéral                                            |
| 0           | 0-2 Véhicule du Chancelier fédéral                                           |
| 0           | 0-3 Véhicule du ministre fédéral des Affaires étrangères                     |
| 0           | 0-4 Véhicule du 1er Secrétaire d'État aux Affaires étrangères                |
| 0           | 0-... Certains véhicules diplomatiques (avec un autre nombre après le tiret) |
| 1           | 1-1 Véhicule du Président du Bundestag                                       |

- Haut – A
- B
- C
- D
- E
- F
- G
- H
- I
- J
- K
- L
- M
- N
- O
- P
- Q
- R
- S
- T
- U
- V
- W
- X
- Y
- Z
- 0-9